# Saison 2 de L'Exorciste
Chronologie
Saison 1
Cet article présente la liste des épisodes de la deuxième saison de la série télévisée semi-anthologique américaine L'Exorciste (The Exorcist) intitulée The Exorcist: The Next Chapter.

## Généralités
- Aux États-Unis, la saison a été diffusée du 29 septembre 2017 au 15 décembre 2017 sur le réseau Fox.
- Au Canada, elle a été diffusée en simultanée sur CTV Two.
- La saison n'est plus inédite dans tous les pays francophones. En France la saison 2 est diffusée sur Série Club.

## Distribution

### Acteurs principaux
- Alfonso Herrera (VF : Benjamin Pascal) : Père Tomas Ortega
- Ben Daniels (VF : Éric Herson-Macarel) : Père Marcus Keane
- Zuleikha Robinson : Mouse (à partir de l'épisode 3)
- Kurt Egyiawan (VF : Jean-Michel Vaubien) : Père Devin Bennett
- Li Jun Li : Rose Cooper
- Brianna Hildebrand : Verity
- John Cho : Andrew « Andy » Kim

### Acteurs récurrents
- Cyrus Arnold : David « Truck » Johnson III
- Hunter Dillon : Caleb
- Alex Barima : Shelby
- Amélie Eve : Grace
- Christopher Cousins : Peter Morrow
- Beatrice Kitsos : Harper Graham

### Invités
- Zibby Allen : Cindy (épisodes 1 et 2)
- Warren Christie : Shériff Jordy (épisodes 1 et 2)
- Michael Adamthwaite : Greg (épisodes 1 et 2)
- Torrey Hanson (VF : Claude Larry) : Cardinal Guillot (épisodes 2 et 3)
- Philip Craig : Cardinal Caro (épisode 2)
- June B. Wilde-Eremko : Colleen Holmstrom (épisodes 2, 8 et 9)
- Timothy Webber : Russ Holmstrom (épisodes 2 à 3, 8 et 9)
- Karin Konoval : Sœur Dolores Navarro (épisodes 3 à 5)
- Camille Guaty : Olivia Ortega (épisode 4)
- Alicia Witt : Nicole « Nikki » Kim / L'esprit démoniaque (épisodes 1 et 5 à 10)
- Kirsten Fitzgerald : Maria Walters (épisode 6)
- Lily Knight : Miriam (épisode 8)
- Bob McCracken : Père Robert (épisode 8)
- Melissa Russell : Tara (épisode 9)
- Hannah Kasulka : Casey Rance (épisode 9)
- Kelcey Mawema : Ana (épisode 10)

## Épisodes

### Épisode 1:Prémonitions
- États-Unis /  Canada : 29 septembre 2017 sur Fox[1] / CTV Two
- France : 7 février 2018 sur Série Club
- Québec : 18 juin 2018 sur AddikTV

- États-Unis : 1,58 million de téléspectateurs[2] (première diffusion)

- Alex Barima (Shelby)
- Cyrus Arnold (David "Truck" Johnson III)
- Amélie Eve (Grace)
- Zibby Allen (Cindy)
- Hunter Dillon (Caleb)
- Warren Christie (Jordy)
- Michael Adamthwaite (Greg)
- Jason Burkart (Le caissier)
- Wren Roberts (L'autochtone)
- Cody Davis (L'enfant à la Pinata)

Le Père Tomas Ortega et le Père Marcus Keane tentent de sauver Cindy, une femme possédée par un démon à la suite de sa fausse couche. Mais les choses se compliquent quand le mari de Cindy refuse de croire en la possession de sa femme et tente d’empêcher les prêtres de la sauver. Mais lors d'une des tentatives de sauver la jeune femme, le démon arrive à pénétrer l'esprit de Tomas.
- Le générique de fin affiche un encart à la mémoire de William Peter Blatty. Cet épisode lui est dédié à titre posthume.
- Dans la dernière scène de l'épisode, on peut entendre le thème Tubular Bells de Mike Oldfield.

### Épisode 2:In Extremis
- États-Unis /  Canada : 6 octobre 2017 sur Fox / CTV Two
- France : 14 février 2018 sur Série Club
- Québec : 25 juin 2018 sur AddikTV

- États-Unis : 1,36 million de téléspectateurs[3] (première diffusion)

- Cyrus Arnold (David "Truck" Johnson III)
- Alex Barima (Shelby)
- Hunter Dillon (Caleb)
- Amélie Eve (Grace)
- Jay Brazeau (Le président de la cour)
- Zibby Allen (Cindy)
- Warren Christie (Jordy)
- Michael Adamthwaite (Greg)
- Philip Craig (Cardinal Caro)
- Timothy Webber (Russ Holmstrom)
- June B. Wilde-Eremko (Colleen Holmstrom)
- Torrey Hanson (Cardinal Guillot)

Au Vatican le père Bennett, qui n'a comme seul allié que le Cardinal Caro, fait convoquer le Cardinal Guillot à la cour d'appel pour le démasquer. Il informe la cour que l'intégration de l'ecclésiastique faite à Chicago a eu des répercussions et que l'église est infiltrée par les démons et les forces du mal. Mais Guillot prouve son innocence en buvant de l'eau bénite devant les jurés. Ce dernier fait un clin d'œil à Bennett comme dernière provocation. Le président de la cour ordonne à Bennett de donner toutes les informations sur les prêtres renégats que sont Marcus et Tomas mais il refuse.
Pendant ce temps, nos deux prêtres ont finalement réussi à convaincre le shériff Jordy que sa femme est bien possédée par le démon. À l'hôpital où elle est soignée, le démon s'est réveillé et a fait fuir la majorité du personnel. En arrivant sur place, les deux hommes d'église constatent que Cindy a pris en otage l'un des hommes du shériff. Elle l'égorge et s'enfuit par un conduit d'aération. À la ferme, Rose Cooper et Andrew Kim se disputent au sujet de Caleb dont l'attitude est de plus en plus étrange. La jeune femme va faire un rapport qui portera préjudice au foyer pour enfants difficiles. Un couple de fermiers, les Holmstrom, arrivent pour donner des fruits aux enfants. Ils en profitent pour inviter Shelby dans leur élevage afin d'assister à la naissance d'un bébé mouton.
- Retour du personnage du Cardinal Guillot présent dans la première saison.

### Épisode 3:L'envol des corbeaux
- États-Unis /  Canada : 13 octobre 2017 sur Fox / CTV Two
- France : 15 février 2018 sur Série Club
- Québec : 2 juillet 2018 sur AddikTV

- États-Unis : 1,35 million de téléspectateurs[4] (première diffusion)

- Cyrus Arnold (David « Truck » Johnson III)
- Karin Konoval (Sœur Dolores Navarro)
- Alex Barima (Shelby)
- Hunter Dillon (Caleb)
- Amélie Eve (Grace)
- Timothy Webber (Russ Holmstrom)
- Torrey Hanson (Cardinal Guillot)
- Rochelle Greenwood (Lorraine Graham)
- Beatrice Kitsos (Harper Graham)

Paris : alors que le Cardinal Guillot fait une cérémonie d'intégration avec les élus du démon, une jeune femme prépare des tartes avec des hosties en poudre. Tous les convives meurent dans d'atroces souffrances en crachant du sang. Pendant ce temps, le père Tomas et Marcus se rendent chez les Graham dont la fille Harper serait selon sa mère possédée. Au foyer, Andy est confronté à des événements surnaturels : une volée d'oiseaux s'abattent sur la maison à la suite d'une prière de Shelby près du lac. Il se trouve que le jeune homme est persuadé qu'une force obscure est à l'œuvre et serait aussi responsable de la mort de Nicole, la fiancée d'Andy.

### Épisode 4:Le vieux lion cendré
- États-Unis /  Canada : 20 octobre 2017 sur Fox / CTV Two
- France : 21 février 2018 sur Série Club
- Québec : 9 juillet 2018 sur AddikTV

- États-Unis : 1,23 million de téléspectateurs[5] (première diffusion)

- Camille Guaty (Olivia Ortega)
- Cyrus Arnold (David "Truck" Johnson III)
- Karin Konoval (Sœur Dolores Navarro)
- Christopher Cousins (Peter Morrow)
- Alex Barima (Shelby)
- Hunter Dillon (Caleb)
- Amélie Eve (Grace)
- Beatrice Kitsos (Harper Graham)

Toujours à Antwerp en Belgique, le père Bennett essaye de sauver l'âme de sœur Dolores Navarro, possédée par l'esprit du démon Mesis. Pendant un moment de faiblesse et de pitié, le démon parvient à maîtriser le prêtre et lui fait effacer le cercle de protection où elle est enfermée. Il ne doit son salut qu'à l'intervention de Mouse qui assomme la femme. De son côté, Tomas prend des nouvelles de sa sœur Olivia et de Luis. Elle lui apprend que des hommes de l'église le recherchent lui est Marcus. Il lui dit de l'oublier pour le moment. Harper et Rose se rendent dans l'île où se trouve le foyer pour enfants inadaptés. Elles sont accompagnées par Marcus et Tomas sur l'insistance de l'enfant. Sur l'île, l'agent des eaux et forêts Peter Morrow fait des prélèvements après l'histoire des corbeaux. Shelby qui sent que quelque chose d'anormal arrive l'informe de la naissance d'un mouton difforme à la ferme des Holmstrom. Andy réunit les enfants pour leur parler de l'arrivée prochaine de Harper mais Grace dont le comportement fait peur ne veut pas d'elle. Plusieurs événements étranges se produisent à nouveau, Grace parle avec une voix forte et des objets bougent dans la maison.
À peine arrivé sur le port, Tomas entend des voix et partage cette info avec Marcus. Plusieurs indices montrent que des forces surnaturelles sont à l'œuvre comme l'apparition de toiles d'araignées mortes sur les arbres où des créatures de la faune et de la flore morts. Marcus rencontre Peter et sympathise avec lui. Ce dernier lui propose de visiter l'Anse de Jarrell mais il décline l'invitation. Tomas fait une visite du foyer et sent de plus en plus une présence démoniaque. Alors que Shelby tente de lui dire quelque chose, Rose lui demande de rejoindre Marcus. À Antwerp, Bennett partage les informations qu'il a avec Mouse sur les prédictions de Sœur Navarro : le démon veut retrouver l'agneau et le vieux Lion comme il les appelle. Il parle de Maria Walters et de l'organisation des démons à Chicago. Mouse pense qu'ils pourraient retrouver l'organisation pour en apprendre davantage et les détruire.

### Épisode 5:Promenons-nous dans les bois
- États-Unis /  Canada : 3 novembre 2017 sur Fox / CTV Two[6]
- France : 22 février 2018 sur Série Club
- Québec : 16 juillet 2018 sur AddikTV

- États-Unis : 1,45 million de téléspectateurs[7] (première diffusion)

- Alicia Witt (Nicole Kim / L'esprit démoniaque)
- Cyrus Arnold (David « Truck » Johnson III)
- Karin Konoval (Sœur Dolores Navarro)
- Christopher Cousins (Peter Morrow)
- Alex Barima (Shelby)
- Hunter Dillon (Caleb)
- Amélie Eve (Grace)
- Beatrice Kitsos (Harper Graham)
- Christina Jastrzembska (Alice Powell)
- Troy Anthony Young (Glenn Powell)

Andrew se retrouve dans la pièce où Verity s'est rendue : il s'agit de l'ancienne chambre où Nicole travaillait ses peintures. L'homme croit voir la petite Grace alors qu'elle n'est pas là. Il pense qu'il devient fou et est piqué par un frelon qui le blesse au poumon gauche. Le père Ortega est de retour et parle à Rose de son travail en tant qu'exorciste mais la jeune femme ne veut pas en entendre davantage et lui demande de partir. Marcus interroge Peter sur des événements étranges qui se seraient déroulés sur l'île et l'agent lui parle d'un certain Glenn Powell qui aurait tué sa famille il y a cinquante ans à l'exception de sa petite fille. Il va la voir de l'autre côté de la baie afin d'en savoir plus. Andrew de son côté a décidé d'emmener les enfants faire du camping pour se changer les idées. Il a à nouveau des visions sur Grace et ne parvient plus à savoir s'il fait des hallucinations ou si c'est la réalité. Sa blessure s'aggrave. Keane apprend de la part d'Alice Powell que son père était bien possédé par un esprit démoniaque. Il en informe aussitôt Tomas. Ce dernier veut se rendre chez les Kim pour les prévenir du danger mais Marcus lui demande de ne rien faire car il n'a pas assez de preuves. Au même moment, Kim et Rose partent de la maison avec Verity, Caleb, Shelby, David et Harper.
À Antwerp, Devin et Mouse se préparent à partir pour Chicago. Dans un dernier élan pour sauver Sœur Navarro, le prêtre lui injecte de l'eau bénite et elle s'enflamme. Elle s'écroule brûlée vive. Sur Ashburn, le groupe d'enfants s'amuse autour du feu en mangeant des friandises. Alors qu'Andrew va chercher du bois, il est à nouveau harcelé par Grace. Il revient à la réalité quand Rose lui demande de revenir parmi eux. Sur le bateau qui le ramène sur l'île, Peter confesse Marcus sur son passé douloureux et les drames qu'il a vécu, du meurtre de sa mère par son père et le calvaire qu'il a subi à l'orphelinat. De son côté Peter lui raconte son passé de soldat au Kossovo. Tomas se rend à la maison des Kim et est assaillit par le mal. Il commence l'exploration des pièces menant au grenier. Grace lui apparaît dans son dos. Vérity révèle à Shelby son passé de maltraitance qui explique son aversion pour Dieu. Le jeune homme en fait de même.
- Cet épisode n'a pas été diffusé le 27 octobre 2017 pour cause de diffusion du Baseball World Series[8].
- Un retournement de situation important : on apprend en effet que la petite Grace n'existe pas et qu'elle est en fait la représentation de l'esprit diabolique qui hante Andrew et la maison[9].

### Épisode 6:Nikki mon amour
- États-Unis /  Canada : 10 novembre 2017 sur Fox / CTV Two
- France : 28 février 2018 sur Série Club
- Québec : 23 juillet 2018 sur AddikTV

- États-Unis : 1,269 million de téléspectateurs[10] (première diffusion)

- Alicia Witt (Nicole Kim / L'esprit démoniaque)
- Cyrus Arnold (David "Truck" Johnson III)
- Alex Barima (Shelby)
- Hunter Dillon (Caleb)
- Rochelle Greenwood (Lorraine Graham)
- Beatrice Kitsos (Harper Graham)
- Kirsten Fitzgerald (Maria Walters)

L'esprit du démon qui a pris la forme de Nikki le domine psychologiquement. Alors que Rose et les enfants sont de retour à la maison, la petite Harper entend une voix l'appeler dans la forêt. Sur le continent, Tomas raconte les visions qu'il a eu dans la maison de Andy à Marcus. Ce dernier pense qu'ils doivent agir et retourner sur l'île. Andy et Rose laissent Truck dans un établissement spécialisé pour enfants inadaptés. Pendant ce temps, à Chicago, le père Bennett et Mouse après avoir neutralisé le garde du corps et l'infirmière qui s'occupaient d'elle font une découverte horrible : la femme d'affaires est en phase terminale de cancer et se détériore physiquement. Elle leur révèle que les adorateurs de la conspiration l'ont quitté depuis des mois. Bennett insiste pour qu'elle donne une liste des noms des infiltrés dans l'église.
Tomas et Marcus reviennent sur l'île. Ils ont une discussion avec Rose sur les événements survenus dans la maison et aux alentours. Elle aussi a des doutes et accepte que les deux hommes viennent diner. À Chicago, Mouse injecte de l'eau bénite à Maria, ce qui a pour conséquence de la faire saigner du sang noir. Soudain, Maria qui a des photos de Marcus et Tomas révèle que la jeune femme recherche Marcus pour une raison bien précise sur quelque chose qui s'est passé il y a vingt ans dans une abbaye de Chicago. Alors qu'elle va tout dire à Bennett, Mouse lui tire une balle dans la tête, faisant par la même exploser toutes les vitres de la pièce et tomber un lustre en cristal. Bennett et elle se jettent au sol mais l'homme d'église est gravement blessé à l'estomac et saigne abondamment. Il est furieux contre la jeune femme qui ne lui a pas tout dit. À la maison d'Andy, après un repas copieux mais à l'atmosphère pesante, les deux prêtres tentent de faire réagir Andy pour faire apparaître le démon, en vain. Rose leur demande de partir. Ce qu'ils font.
- Retour du personnage de Maria Walters, vue dans la première saison.

### Épisode 7:Aidez-moi
- États-Unis /  Canada : 17 novembre 2017 sur Fox / CTV Two
- France : 1er mars 2018 sur Série Club
- Québec : 30 juillet 2018 sur AddikTV

- États-Unis : 1,33 million de téléspectateurs[11] (première diffusion)

- Alicia Witt (Nicole Kim / L'esprit démoniaque)
- Cyrus Arnold (David "Truck" Johnson III)
- Christopher Cousins (Peter Morrow)
- Alex Barima (Shelby)
- Hunter Dillon (Caleb)
- Amélie Eve (Grace)
- Beatrice Kitsos (Harper Graham)

L'exorcisme d'Andrew se passe de façon très pénible. Attaché à un lit dans la chambre capitonnée, il revit sans cesse les événements précédents la mort de Nicole et revoit sous forme de flashbacks la première rencontre avec Verity mais aussi la dispersion des cendres dans le jardin avec Shelby et les enfants. Il commence à perdre pied avec la réalité. Marcus et Tomas font leur maximum pour lui faire comprendre que le démon prend possession de son âme en lui faisant perdre ses sens. La venue de Rose lui apporte un grand soutien mais les prêtres ont beaucoup de mal. Andrew a des visions : il voit les deux prêtres sous une forme démoniaque qui l'assaillent en lui projetant de l'eau bénite.

### Épisode 8:Petite souris d'église
- États-Unis /  Canada : 1er décembre 2017 sur Fox / CTV Two
- France : 7 mars 2018 sur Série Club
- Québec : 6 août 2018 sur AddikTV

- États-Unis : 1,18 million de téléspectateurs[12] (première diffusion)

- Alicia Witt (Nicole Kim / L'esprit démoniaque)
- Christopher Cousins (Peter Morrow)
- Alex Barima (Shelby)
- Hunter Dillon (Caleb)
- Timothy Webber (Russ Holmstrom)
- June B. Wilde-Eremko (Colleen Holmstrom)
- Beatrice Kitsos (Harper Graham)
- Lily Knight (Miriam)
- Bob McCracken (Père Robert)

Les événements devenant de plus en plus dangereux, Rose décide de prendre Harper, Caleb, Shelby et Verity avec elle et de les emmener loin de l'île. Pendant ce temps, Mouse amène Devin à l'hôpital car son état s'aggrave. Elle se remémore le passé lorsqu'elle était nonne à l'abbaye d'Iona en 1999. En voulant aider Marcus, alors jeune exorciste, la jeune femme a voulu sauver une nonne possédée mais c'est elle qui a été prise au dépourvu et infectée. Retour au présent, Marcus demande à Rose d'amener un des enfants auprès d'Andrew. C'est le seul moyen de le connecter à la réalité et de lui donner encore une raison de se battre. Verity se porte volontaire pour le voir. Tomas de son côté est fatigué et ressent le mal de plus en plus. En voulant apporter un verre d'eau à Andrew, il voit l'esprit démoniaque sous l'apparence de Nicole et laisse tomber l'objet. Alors qu'il ramasse les morceaux, Andrew prend un morceau et le garde dans sa main.
Chez les Holmstrom, Verity prend conscience que plus rien ne sera comme avant et jette à la poubelle un livre que lui avait offert les Kim. À l'hôpital, Devin est maintenu dans un état stable mais sain et sauf. Mouse continue à penser à Marcus et se revoit à l'abbaye. Elle se réveille auprès du Père Robert qui l'a exorcisé. Ce dernier lui annonce que Marcus dans l'incapacité de la sauver était parti la laissant dans un état critique. Sur l'île, Marcus retrouve Tomas au chevet d'Andrew. Le possédé prend la voix de Mouse et provoque le prêtre. L'homme s'énerve et veut le frapper. Il en est empêché par Tomas qui lui demande d'aller se reposer et dormir un peu. Au port, Rose emmène les enfants au restaurant près de l'embarcadère. Elle constate que Verity est partie reprendre son livre chez les Holmstrom. Rose la rattrape en voiture et décide d'aider Verity à reprendre l'ouvrage auquel elle tient.
- L'épisode n'a pas été diffusé le 24 novembre 2017 pour cause de Football Américain de la Ligue Universitaire du match des Texas Tech contre les Longhorn de Texas de 20 h 00 à 23 h 00[13].

### Épisode 9:Double possession
- États-Unis /  Canada : 8 décembre 2017 sur Fox / CTV Two
- France : 8 mars 2018 sur Série Club
- Québec : 13 août 2018 sur AddikTV

- États-Unis : 1,15 million de téléspectateurs[14] (première diffusion)

- Alicia Witt (Nicole Kim / L'esprit démoniaque)
- Hannah Kasulka (Casey Rance)
- Melissa Russell (Tara)
- Alex Barima (Shelby)
- Hunter Dillon (Caleb)
- Amélie Eve (Grace)
- Beatrice Kitsos (Harper Graham)
- Timothy Webber (Russ Holmstrom)
- June B. Wilde-Eremko (Colleen Holmstrom)
- Matthew Velasquez (Luis Ortega)
- Vladimir Ruzich (Le premier agent du Vatican)
- Garett Bullock (Le second agent du Vatican)

Incapable de réveiller Tomas, Marcus le met à l'abri dans un placard et part à la poursuite d'Andrew. Pendant ce temps, Mouse qui est poursuivie par deux agents du Vatican parvient à se débarrasser des deux hommes qui voulaient la tuer près du Ferry de l'île. Andrew qui a repris une apparence normale aux yeux du monde prend Shelby, Harper et Caleb près du port. Il les amène en voiture près de l'ancienne cabane et du puits de la sorcière. Il les attache avec Rose et Verity. Marcus qui s'est rendu chez les Holmstrom constate le carnage et continue sa recherche près de la forêt. Tomas toujours perdu dans son inconscient se retrouve dans sa paroisse de San Anthony. Il est désormais évêque et retrouve Tara ainsi que son neveu Luis. Le véritable démon qui est responsable de toutes les tragédies a pris l'apparence de Casey Rance. Il tourmente l'homme d'église.
- Réapparition des personnages de Tara, Casey Rance et du neveu du père Tomas, Luis, dans l'inconscient du héros.
- L'épisode réalise la plus basse audience de la saison.

### Épisode 10:Voyage sans retour
- États-Unis /  Canada : 15 décembre 2017 sur Fox / CTV Two
- France : 14 mars 2018 sur Série Club
- Québec : 20 août 2018 sur AddikTV

- États-Unis : 1,28 million de téléspectateurs[15] (première diffusion)

- Alicia Witt (L'esprit démoniaque / Nicole Kim)
- Cyrus Arnold (David "Truck" Johnson III)
- Alex Barima (Shelby)
- Hunter Dillon (Caleb)
- Beatrice Kitsos (Harper Graham)
- Rochelle Greenwood (Lorraine Graham)
- Kelcey Mawema (Ana)
- Brett Alexander Davidson (Le prêtre)
- Ben Cotton (Officier de police)
- Adrian Hough (Officiel du Vatican)
- Tiffany Mo (Jeune infirmière)

Laissé dans un hôpital à proximité de Spokane[Laquelle ?], le père Bennett dans le coma a la vision de sa sœur Ana abandonnée vingt-deux ans auparavant. Il lui dit qu'il ne la laissera plus jamais seule. Alors que deux hommes d'église sont à son chevet, l'infirmière de garde passe pour prendre ses constantes. Les deux hommes discutent du fait qu'il ne sera plus comme avant après son sommeil. On constate qu'une coupe laissant apparaître une fumée noire monte en direction du prêtre. Ce dernier est en pleine phase d'intégration. Sur l'île, Mouse, Marcus et tomas se sont mis d'accord pour exorciser Andy dans la vieille cabane de la sorcière. Pendant ce temps, Rose et les enfants sont à bord d'un bateau les ramenant sur la côte. La tempête gronde.
Le démon qui possède Andy est très puissant et les trois amis ont toutes les peines pour le faire sortir du corps du jeune homme. Mouse qui n'a plus la patience d'attendre préfère en finir une bonne fois pour toutes et sort son arme pour le tuer mais Marcus l'en empêche. Tomas a l'idée de provoquer le démon pour le faire pénétrer dans son corps. C'est risqué, mais il accepte ce sacrifice s'il peut sauver Andy. Tomas se retrouve dans le subconscient du possédé : il est dans la maison avec Andy mais entouré de toutes parts par le démon ayant l'apparence de Nicole mais qui s'est décuplé. Les deux, enfermés dans une pièce sont acculés. Soudain, les peintures accrochées laissant dégouliner une substance noire fait apparaître l'esprit démoniaque. Il fait face à Tomas. Soudain, le prêtre se réveille. Marcus lui a tiré une balle dans la tête. Peu après, la police de Seattle débarque dans la cabane, le foyer et la maison des Holmstrom.
- Contrairement aux autres épisodes celui-ci n'a pas de générique animé, juste un encart de quelques secondes avec le titre de la série. Le nom des acteurs apparaît ensuite à l'écran quand l'épisode commence.
- La scène où Devin tue l'infirmière est clairement un hommage au film L'Exorciste, la suite de William Peter Blatty : la même scène y était présente lors d'un meurtre dans un hôpital de Georgetown.